# Dioclea flexuosa
Dioclea flexuosa är en ärtväxtart som beskrevs av Adolpho Ducke. Dioclea flexuosa ingår i släktet Dioclea och familjen ärtväxter. Inga underarter finns listade i Catalogue of Life.